# Polybetes martius
Polybetes martius là một loài nhện trong họ Sparassidae.
Loài này thuộc chi Polybetes. Polybetes martius được Hercule Nicolet miêu tả năm 1849.